# 鏈鱷屬

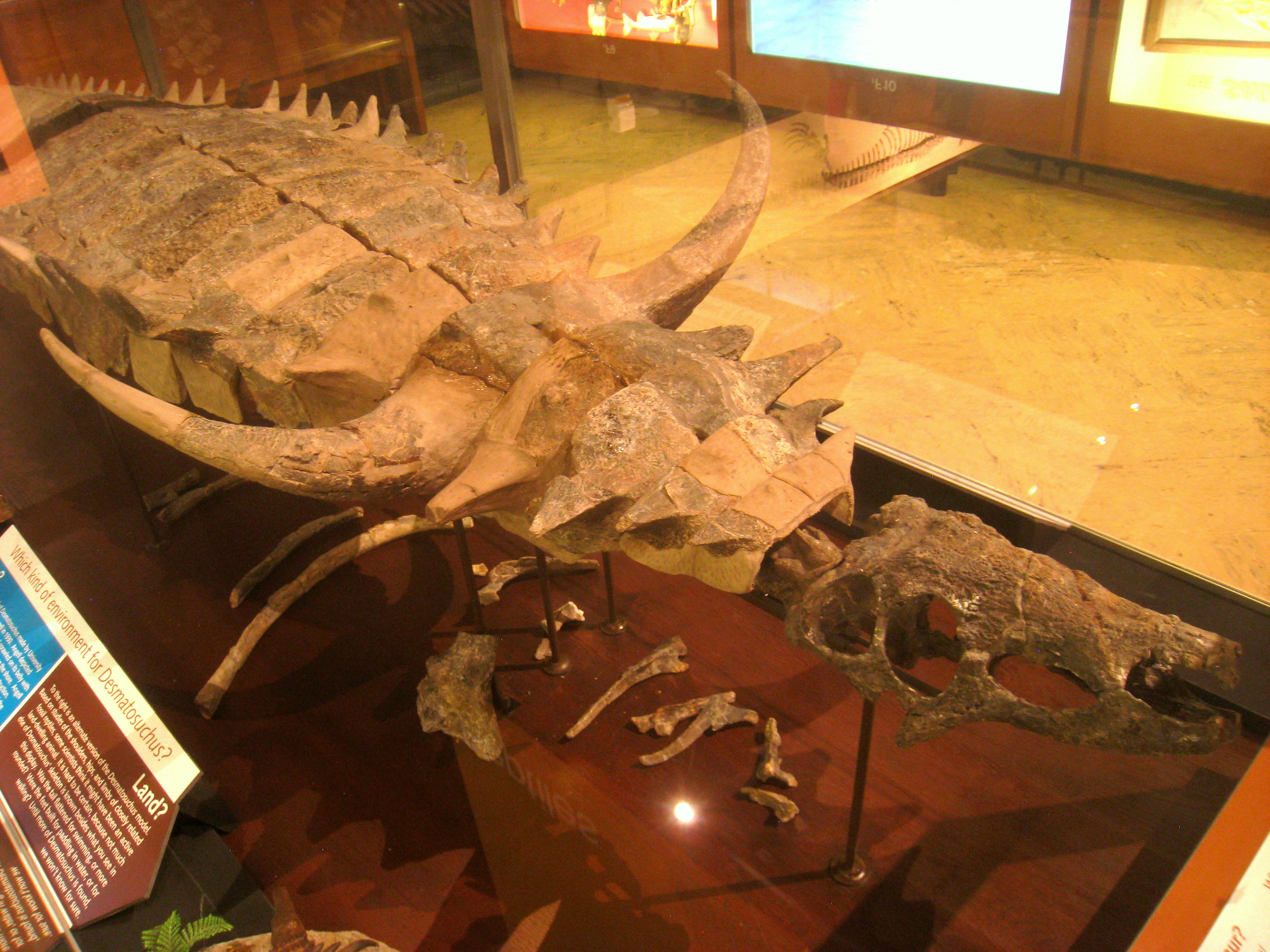
鏈鱷的化石

鏈鱷屬（屬名：Desmatosuchus）又名有角鱷、釘鱷龍，意為，是種已滅絕主龍類爬行動物，屬於堅蜥目。鏈鱷是最大型的堅蜥目動物之一，身長5公尺，高度約1.5公尺。牠們生存於晚三疊紀的北美洲德州。
鏈鱷的外表類似牠們的近親，身體擁有鱗甲，頭部類似豬。鏈鱷使用牠們鏟狀口鼻部來拔起植物。不像其他堅蜥類，鏈鱷背部側邊有兩排尖刺，肩膀兩側各有一隻長達45公分的尖角。這提供鏈鱷額外的防護以抵抗掠食動物。
鏈鱷目前已有兩個種：D. spurensis、D. smalli。D. chamaensis現在已被認為是個別屬，截至2009年對於屬名該用Heliocanthus或里奧阿里巴鱷（Rioarribasuchus）還有爭議。

## 下属物种
本属包括以下物种：
- †Desmatosuchus haploceras Cope, 1892
- †Desmatosuchus smalli Parker, 2005
- †Desmatosuchus spurensis Case, 1920

## 大眾文化
鏈鱷曾出現於探索頻道的電視節目《恐龍紀元》（When Dinosaurs Roamed America），鏈鱷在節目裡驅趕一隻煩人的腔骨龍與掠食動物狂齒鱷。鏈鱷也曾出現在電視節目《動物末日》（Animal Armageddon），鏈鱷被一隻南十字龍所獵食，南十字龍是最早的恐龍之一。在兩個節目中，鏈鱷都被用來比較早期主龍類與最早恐龍的差異處。